# Caye Sand
La caye Sand (en anglais : Sand Cay, en vietnamien : Dảo Sơn Ca) est une caye située sur le bord nord du banc Tizard, dans les îles Spratleys en mer de Chine méridionale. Elle est contrôlée par le Viêt Nam depuis 1974, mais est revendiquée par les Philippines, la Chine et Taïwan. Elle a fait l'objet d'une extension de sa superficie par remblaiement entre 2011 et 2015.